# Limbo (canción)
«Limbo» es el cuarto sencillo oficial del álbum Prestige del cantante puertorriqueño Daddy Yankee y producida musicalmente por MadMusick Giencarlos Rivera y Jonathan Rivera, su composición se realizó en colaboración con Eli Palacios. Fue lanzado de manera oficial junto con el álbum el 11 de septiembre de 2012 bajo el sello El Cartel Records y distribuido por Capitol Latin. La canción fue muy aceptada internacionalmente, siendo todo un éxito, además de superar las mil millones de reproducciones (1,321,463,423 reproducciones al 15 de octubre de 2023) en el canal VEVO YouTube oficial del artista.

«Quería que «Limbo» invitara a la imaginación, a la creatividad, a no ser ni hacer más de lo mismo. Creo que hemos hecho uno de los mejores vídeos de mi carrera musical».
Daddy Yankee en una entrevista.

## Video oficial
El vídeo musical fue grabado en el Centro Ceremonial Otomí en Temoaya, bajo la dirección de Jessy Terrero. El canal MTV lo estrenó el 28 de octubre de 2012. Actualmente obtuvo el certificado en YouTube tras pasar los 100 millones de reproducciones. Recientemente, el video superó las 864 millones de reproducciones totales. La modelo del vídeo, es la brasileña Natália Subtil.

## Remezcla
La remezcla oficial de «Limbo» cuenta con la colaboración del dúo Wisin & Yandel, que ya habían trabajado juntos hacía muy pocos meses para el remix de «Hipnotízame», tras su reconciliación. La canción fue anunciada oficialmente por Paco López (mánager de Wisin & Yandel). La remezcla no perdió la esencia de la canción original, aunque para un porcentaje de los seguidores de Daddy Yankee la canción no fue muy bien aceptada. Fue publicado el sábado 16 de enero de 2013, previamente fue estrenada en el programa El Coyote The Show.

## CD sencillo
Se espera que el Sencillo en CD sea lanzado en el año 2013, debido a su enorme éxito se espera que tenga varias versiones.
| N.º | Título                                     | Duración |  |
| 1.  | «Limbo»                                    | 3:44     |  |
| 2.  | «Limbo (Remix)» (Featuring Wisin & Yandel) | 3:45     |  |
| 3.  | «Limbo» (A capela)                         | 3:40     |  |
| 4.  | «Limbo» (Spanglish)                        | 3:45     |  |
| 5.  | «Limbo» (Instrumental)                     | 3:45     |  |
| 6.  | «Limbo» (2SHAKERS Tribal Remix)            | 4:58     |  |
| 7.  | «Limbo» (Pex L Edit Versión)               | 4:46     |  |

## Posiciones
| País           | Lista                           | Mejor posición |
| -------------- | ------------------------------- | -------------- |
| España         | PROMUSICAE                      | 46             |
| Estados Unidos | U.S Billboard Latín Pop Airplay | 1              |
| Estados Unidos | U.S Billboard Latín Songs       | 1              |
| Francia        | SNEP                            | 141            |
| Italia         | FIMI                            | 17             |
| Suiza          | Schweizer Hitparade             | 33             |